# آکاسیا اصیل ترکمن
آکاسیا اصیل ترکمن (انگلیسی: Akasya Asıltürkmen؛ زادهٔ ۱۴ آوریل ۱۹۷۷) بازیگر اهل ترکیه است. وی از سال ۱۹۹۶ میلادی تاکنون مشغول فعالیت بوده‌است.
از فیلم‌ها یا برنامه‌های تلویزیونی که وی در آن نقش داشته‌است می‌توان به استانبول زیر بالهایم اشاره کرد.